# Pseudohermonassa cicatricosa
Pseudohermonassa cicatricosa är en fjärilsart som beskrevs av Ludwig Carl Friedrich Graeser 1892. Pseudohermonassa cicatricosa ingår i släktet Pseudohermonassa och familjen nattflyn. Inga underarter finns listade.